# Železniška proga Kreplje–Repentabor–d. m.
Železniška proga Kreplje–Repentabor–državna meja je ena izmed železniških prog, ki sestavljajo železniško omrežje v Sloveniji.
Odsek Kreplje - Repentabor je del nekdanje Bohinjske proge, ki so jo zgradili leta 1906 in je povezovala Jesenice in Novo Gorico s Trstom. Po koncu 2. svetovne vojne je nova državna meja med Jugoslavijo in Italijo stekla med postajama postajo Repentabor in Opčinami. Leta 1948 so zgradili odsek med Krepljami ter Sežano in tako južni konec Bohinjske proge navezali na slovensko železniško omrežje. Od takrat je med Opčinami in Krepljami potekal izključno tovorni promet. Po razpadu Jugoslavije je prej živahen mednarodni tovorni promet popolnoma zamrl, vendar proge zaradi mednarodnih sporazumov niso povsem opustili oz. demontirali. Slovenski del je od takrat služil kot depo za vagone ostalih železniških uprav nekdanjih jugoslovanskih republik, ki so zaradi vojne obtičali v Sloveniji. Leta 2006, ob praznovanju stoletnice Bohinjske proge, so opusteli odsek na obeh straneh meje očistili. Od takrat je po njem zapeljalo nekaj muzejskih vlakov. Medtem je Italija v začetku 21. stoletja na novo zgradila Pontebsko progo med Vidmom in Trbižem. Zaradi tega ni več pričakovati omembe vrednega prometa na tem odseku razen v primeru večje naravne nesreče, ki bi onemogočila Pontebsko progo.